# Prédio da Capitol Records
O Capitol Records Building, também conhecido como Capitol Records Tower, é um edifício de 13 andares em Hollywood, Los Angeles. Projetado por Louis Naidorf, da Welton Becket Associates, é um dos marcos da cidade.   A construção começou logo depois que a empresa britânica EMI adquiriu a Capitol Records em 1955 e foi concluída em abril de 1956. Localizada ao norte do cruzamento entre Hollywood e Vine Street, a Capitol Records Tower abriga a consolidação das operações da Costa Oeste da Capitol Records e abriga a gravação estúdios e câmaras de eco dos Capitol Studios. O edifício é um monumento histórico-cultural de Los Angeles e fica no distrito comercial e de entretenimento de Hollywood Boulevard.

## Design
O design do edifício está nos desenhos da escola de pós-graduação de Lou Naidorf, que, como arquiteto principal, projetou o primeiro prédio de escritórios circular aos 24 anos de idade. Os toldos largos e curvos sobre as janelas de cada andar e o pico alto emergindo do topo do edifício se assemelham a uma pilha de registros musicais em uma plataforma giratória com o eixo apontando para o céu.  O piso térreo retangular é uma estrutura separada, unida à torre após a conclusão. O edifício de 13 andares está em conformidade com o limite de altura de zoneamento de 46 m (150 pés) no momento de sua construção. As estruturas do prédio foram levantadas em 1956.  O décimo terceiro andar da torre é o "Nível Executivo" e é representado por um "E" nos dois elevadores do edifício. 
Segundo o escritor brasileiro Ruy Castro, em seu livro Chega de Saudade, a ideia do prédio é inspirada em uma pilha de discos de vinis com a plataforma giratória. 

## História recente
Em setembro de 2006, a EMI vendeu o prédio e propriedades adjacentes por US$ 50 milhões para a desenvolvedora de Nova York Argent Ventures. O estúdio alegou que o ruído causado pela construção de um condomínio o ameaçava, assim como um estacionamento subterrâneo da empresa Second Street Ventures teria equipamentos pesados trabalhando a 5,5 m de suas famosas câmaras de eco subterrâneas, com mais de 20 anos a 6,1 m abaixo do nível do solo. 
De acordo com o CBS Evening News em 31 de julho de 2008, a Second Street Ventures negou isso, e o co-proprietário do desenvolvedor, David Jordon, diz que eles organizaram o trabalho de construção fora do horário das programações de gravação do Capitol; ele também afirmou que eles providenciaram a colocação de materiais à prova de som entre o estacionamento subterrâneo e as câmaras de eco do Capitol. Um engenheiro de gravação e produtor sênior da indústria fonográfica, Al Schmitt, diz que seria "de partir o coração" se a empresa não pudesse mais usar as câmaras de eco, que ele diz serem "as melhores do mercado".
Em novembro de 2012, Steve Barnett foi anunciado como o novo presidente e CEO do Capitol Music Group e a empresa declarou que seu escritório estaria no edifício. 

## Na cultura pop
- O edifício é conhecido como "A Casa Que Nat Construiu" devido ao grande número de registros e quantidades de discos que Nat King Cole vendeu para a empresa.
- No Terremoto, estrelado por Charlton Heston, um terremoto destrói o prédio. Um clipe dessa cena está no episódio piloto da Galactica 1980, quando a espaçonave Cylon dispara contra o prédio.
- Na série de televisão Life After People, o prédio desmorona após 175 anos sem manutenção. As câmaras de eco sob os edifícios sobrevivem por anos após o colapso da torre principal.
- No filme de 2008,  Hancock, o personagem-título perfura o pináculo do edifício com um carro na cena de abertura.
- No filme de 2004, O dia depois de amanhã, um tornado danifica o prédio.
- No filme de 1990, As aventuras de Ford Fairlane, os protagonistas descem a estrutura externa do edifício enquanto fogem do capanga do antagonista.
- Em 2001, Sandy e Júnior gravaram o álbum Sandy & Junior nesse estúdio.
- No videogame de 2004 Grand Theft Auto: San Andreas, o edifício aparece na cidade de Los Santos como o Blastin 'Fools Records Building. O edifício também aparece em Grand Theft Auto V como Badger Building.
- O vídeo da música de 2015 de Rod Stewart "Love Is" é filmado no topo do edifício da Capitol Records.
- Em 2019, o prédio apareceu no videoclipe de "Doin 'Time" de Lana del Rey.

## Tombamento

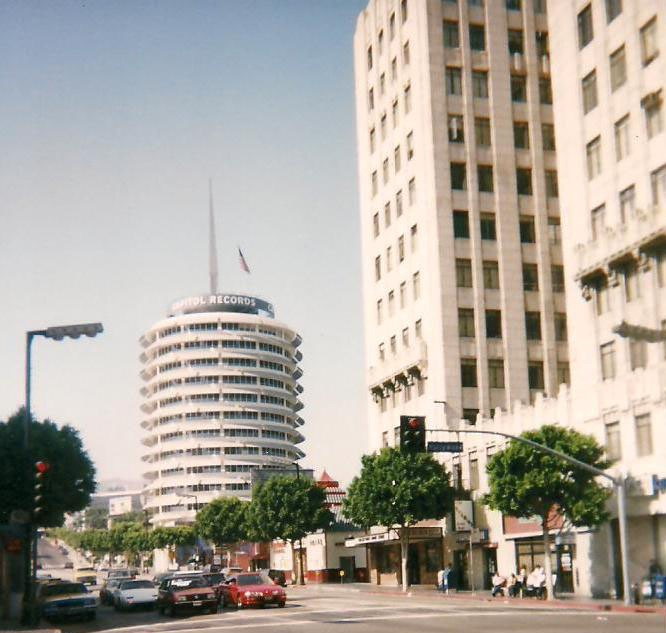
Capitol Records

O prédio foi tombado como patrimônio histórico de Los Angeles no dia 15 de Novembro de 2006. 

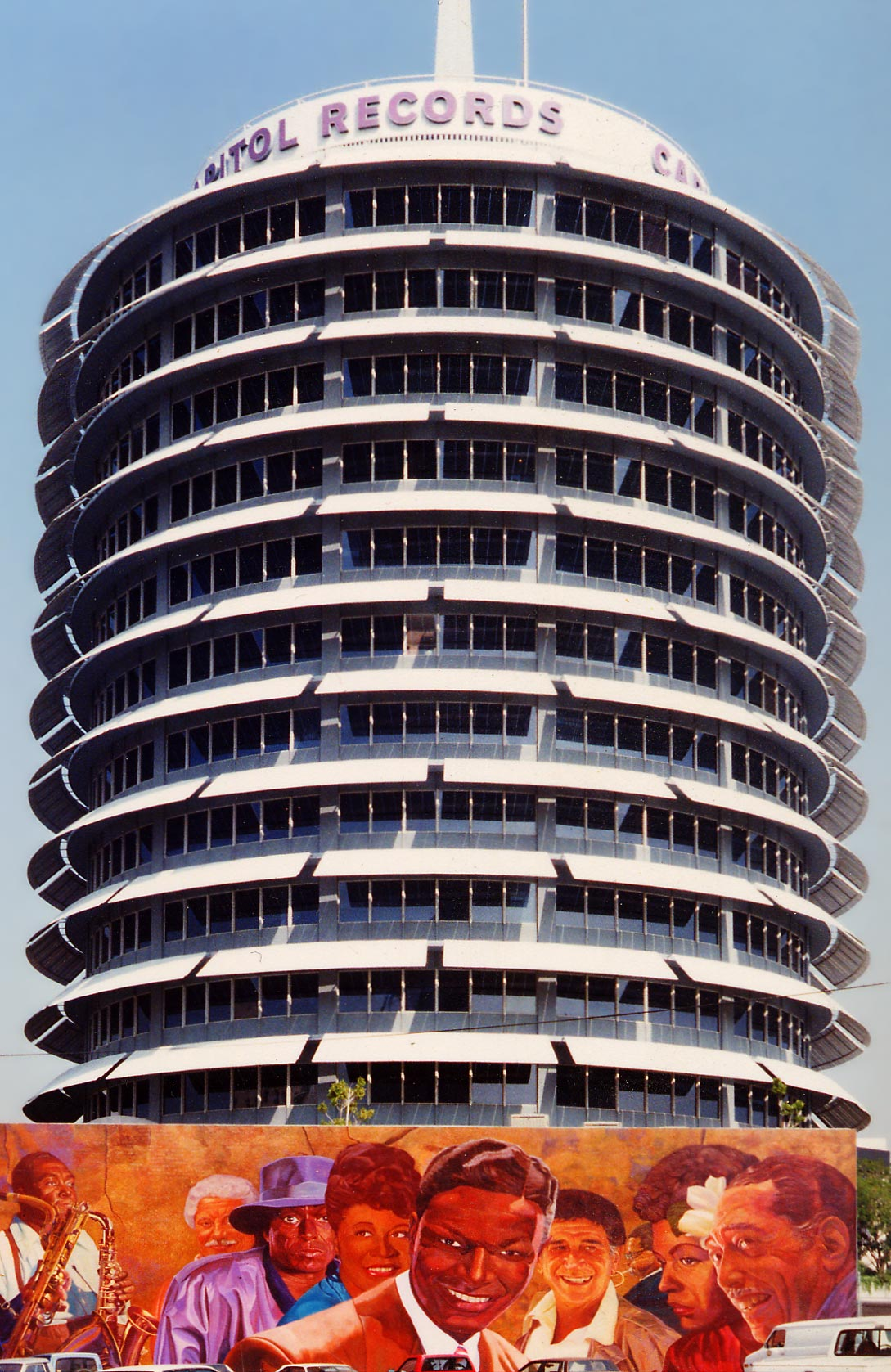
Capitol Records Building LA